# Otolite

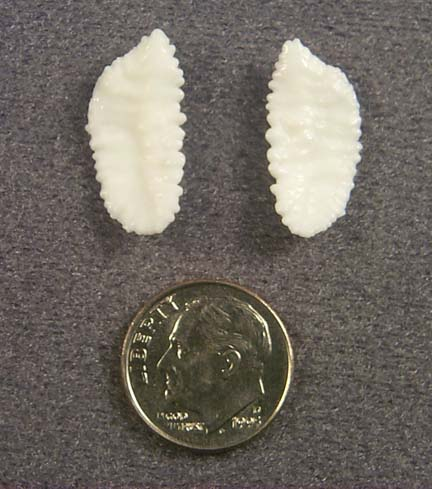
Un paio di otoliti di un merluzzo (Gadus macrocephalus)

Un otolite (dal greco oto-, orecchio e lithos, pietra) è una minuscola concrezione di ossalato di calcio inglobato in una matrice gelatinosa, contenuta nell'endolinfa dell'orecchio interno.
Gli spostamenti degli otoliti (che sono relativamente pesanti), conseguenti alle modificazioni della posizione della testa e alle accelerazioni lineari, stimolano le cellule ciliate che fanno sinapsi con le terminazioni nervose determinando le sensazioni statiche e di equilibrio.
Per cause ancor oggi in parte ignote, in parte conosciute, gli otoliti possono a volte staccarsi e viaggiare nei canali semicircolari, dando luogo ad una patologia vertiginosa detta vertigine parossistica posizionale benigna, nota anche con i nomi di cupololitiasi (se gli otoliti vanno a localizzarsi sulla cupola) o canalolitiasi (gli otoliti si trovano liberi nell'endolinfa, condizione più frequente).

## Nei pesci
Questi piccoli sassolini si trovano anche nel cranio dei pesci e servono a fornire l'orientamento in base alle cellule sensoriali su cui appoggiano. In base all'accrescimento gli ittiologi riescono a capire l'età e le dimensioni del pesce. Gli otoliti hanno infatti una struttura lamellare concentrica e mostrano una crescita stagionale, paragonabile agli anelli nel tronco degli alberi.

## In paleontologia
In paleontologia gli otoliti hanno un ruolo determinante perché grazie alla loro forma tipicamente specifica, si riesce a capire in base alle specie di pesci recuperate, il tipo di fauna presente, la profondità e il paleoambiente che si poteva trovare, quando l'affioramento era completamente sommerso dal mare.